# Estrofoide

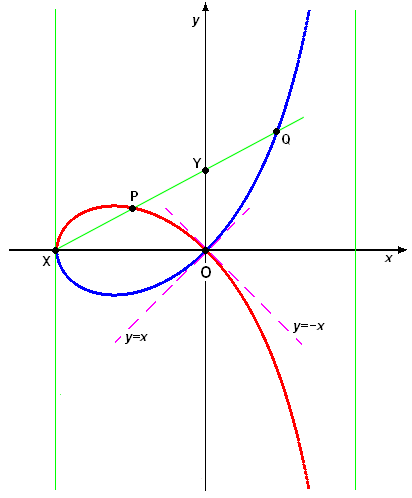
Construcción de la estrofoide recta de polo X y de punto fijo O, tomando por curva base el eje Oy

En matemáticas, y más precisamente en geometría, una curva estrofoide, o simplemente una estrofoide, es una curva engendrada a partir de una curva dada {\displaystyle C} y de dos puntos {\displaystyle A} (el punto fijo) y {\displaystyle O} (el polo).
En el caso particular en el que {\displaystyle C} es una recta, {\displaystyle A} pertenece a {\displaystyle C}, y {\displaystyle O} no pertenece a {\displaystyle C}, la curva se denomina una estrofoide oblicua. Si, además, {\displaystyle OA} es perpendicular a {\displaystyle C}, la curva es denominada una estrofoide recta, o simplemente una estrofoide por ciertos autores. La estrofoide recta a veces también se denomina curva logocíclica.

## Construcción

Construcción de una estrofoide en el caso general

La curva estrofoidal que corresponde a la curva C, con el punto fijo A y el polo O se construye de la manera siguiente: sea L una recta móvil que pasa por O y que corta C en K. Sean entonces P1 y P2 los dos puntos de L tales que P1K = P2K = AK. El lugar geométrico de los puntos P1 y P2 se denomina la estrofoide de C relativa al polo O y con el punto fijo A. Se observa que AP1 y AP2 son ortogonales.

## Ecuaciones

### Coordenadas polares
Sea la curva {\displaystyle C} dada por {\displaystyle r=f(\theta ),}, donde el origen se toma en {\displaystyle O}; y sea {\displaystyle A} el punto de coordenadas cartesianas {\displaystyle (a,b)}. Si  {\displaystyle K=(r\cos \theta ,\ r\operatorname {sen} \theta )} es un punto de la curva, la distancia de {\displaystyle K} a {\displaystyle A} es
{\displaystyle d={\sqrt {(r\cos \theta -a)^{2}+(r\operatorname {sen} \theta -b)^{2}}}={\sqrt {(f(\theta )\cos \theta -a)^{2}+(f(\theta )\operatorname {sen} \theta -b)^{2}}}}
Los puntos de la recta {\displaystyle OK} tienen por ángulo polar {\displaystyle \theta }, y los puntos a distancia {\displaystyle d} de {\displaystyle K} sobre esta recta están a una distancia {\displaystyle f(\theta )\pm d} del origen. Por lo tanto, la ecuación de la estrofoide viene dada por
{\displaystyle r=f(\theta )\pm {\sqrt {(f(\theta )\cos \theta -a)^{2}+(f(\theta )\operatorname {sen} \theta -b)^{2}}}}

### Coordenadas cartesianas
Sea {\displaystyle C} de ecuaciones paramétricas {\displaystyle (x=x(t),y=y(t))}. Sea {\displaystyle A} el punto {\displaystyle (a,b)} y {\displaystyle O} el punto {\displaystyle (p,q)}. Entonces, las fórmulas polares precedentes muestran que la representación paramétrica de la estrofoide es:
{\displaystyle x=u(t)=p+(x(t)-p)(1\pm n(t)),\ y=v(t)=q+(y(t)-q)(1\pm n(t))}
donde
{\displaystyle n(t)={\sqrt {\frac {(x(t)-a)^{2}+(y(t)-b)^{2}}{(x(t)-p)^{2}+(y(t)-q)^{2}}}}}

### Otra fórmula polar
La complejidad de las fórmulas precedentes limita su utilidad a la práctica. Existe por eso una forma alternativa a veces más sencilla, que es particularmente útil cuando {\displaystyle C} es una sectriz de Maclaurin con polos {\displaystyle O} y {\displaystyle A}.
Sea {\displaystyle O} el origen y {\displaystyle A} el punto {\displaystyle (a,0)}. Sea {\displaystyle K} un punto de la curva, {\displaystyle \theta } el ángulo entre {\displaystyle OK} y el eje {\displaystyle OX}, y {\displaystyle \vartheta } el  ángulo entre {\displaystyle AK} y el eje {\displaystyle OX}. Se supone que {\displaystyle \vartheta } se da en función de {\displaystyle \theta }, bajo la forma {\displaystyle \vartheta =l(\theta )}. Sea  el ángulo {\displaystyle \psi } en {\displaystyle K} tal que {\displaystyle \psi =\vartheta -\theta }. Entonces, se puede determinar {\displaystyle r} en función de {\displaystyle l} usando el teorema de los senos:
{\displaystyle {r \over \operatorname {sen} \vartheta }={a \over \operatorname {sen} \psi },\ r=a{\frac {\operatorname {sen} \vartheta }{\operatorname {sen} \psi }}=a{\frac {\operatorname {sen} l(\theta )}{\operatorname {sen}(l(\theta )-\theta )}}}
Sean {\displaystyle P_{1}} y {\displaystyle P_{2}} los puntos de la recta {\displaystyle OK} a la distancia {\displaystyle AK} de {\displaystyle K}, numerados de forma que {\displaystyle \psi ={\widehat {P_{1}Ka}}} y {\displaystyle \pi -\psi ={\widehat {Akp_{2}}}}. El triángulo {\displaystyle P_{1}KA} es isósceles de ángulo {\displaystyle \psi } en el vértice, y por lo tanto los ángulos de la base {\displaystyle {\widehat {AP_{1}K}}}, y {\displaystyle {\widehat {KAP_{1}}}} valen {\displaystyle (\pi -\psi )/2}. El ángulo entre {\displaystyle AP_{1}} y el eje {\displaystyle OX} es entonces
{\displaystyle l_{1}(\theta )=\vartheta +\angle KAP_{1}=\vartheta +(\pi -\psi )/2=\vartheta +(\pi -\vartheta +\theta )/2=(\vartheta +\theta +\pi )/2}
Empleando el hecho de que {\displaystyle AP_{1}} y {\displaystyle AP_{2}} son perpendiculares (puesto que el triángulo {\displaystyle AP_{1}P_{2}} está inscrito en una semicircunferencia), el ángulo entre {\displaystyle AP_{2}} y el eje {\displaystyle OX} vale
{\displaystyle l_{2}(\theta )=(\vartheta +\theta )/2}
La ecuación polar de la estrofoide se deduce entonces de {\displaystyle l_{1}} y {\displaystyle l_{2}} según las fórmulas precedentes:
{\displaystyle r_{1}=a{\frac {\operatorname {sen} l_{1}(\theta )}{\operatorname {sen}(l_{1}(\theta )-\theta )}}=a{\frac {\operatorname {sen}((l(\theta )+\theta +\pi )/2)}{\operatorname {sen}((l(\theta )+\theta +\pi )/2-\theta )}}=a{\frac {\cos((l(\theta )+\theta )/2)}{\cos((l(\theta )-\theta )/2)}}}
{\displaystyle r_{2}=a{\frac {\operatorname {sen} l_{2}(\theta )}{\operatorname {sen}(l_{2}(\theta )-\theta )}}=a{\frac {\operatorname {sen}((l(\theta )+\theta )/2)}{\operatorname {sen}((l(\theta )+\theta )/2-\theta )}}=a{\frac {\operatorname {sen}((l(\theta )+\theta )/2)}{\operatorname {sen}((l(\theta )-\theta )/2)}}}
{\displaystyle C} es una sectriz de Maclaurin de polos {\displaystyle O} y {\displaystyle A} cuando {\displaystyle l} es de la forma {\displaystyle q\theta +\theta _{0}}. En este caso, {\displaystyle l_{1}} y {\displaystyle l_{2}} tienen la misma forma, y la estrofoide es o bien otra sectriz de Maclaurin, o bien una pareja de sectrices. Se  puede encontrar una ecuación polar sencilla si se toma el origen en el punto simétrico de {\displaystyle A} respecto de {\displaystyle O}.

## Casos particulares

### Estrofoides oblicuas
Sea {\displaystyle C} una recta que pasa por {\displaystyle A}. Entonces, en las notaciones precedentes, {\displaystyle l(\theta )=\alpha } (donde {\displaystyle \alpha } es una constante); y {\displaystyle l_{1}(\theta )=(\theta +\alpha +\pi )/2} y {\displaystyle l_{2}(\theta )=(\theta +\alpha )/2}. Las ecuaciones polares de la estrofoide correspondiente con el origen en {\displaystyle O}, denominada estrofoide oblicua, toman la forma
{\displaystyle r=a{\frac {\cos((\alpha +\theta )/2)}{\cos((\alpha -\theta )/2)}}}
y
{\displaystyle r=a{\frac {\operatorname {sen}((\alpha +\theta )/2)}{\operatorname {sen}((\alpha -\theta )/2)}}}
Se verifica fácilmente que estas dos ecuaciones describen de hecho la misma curva.
Tomando el origen en {\displaystyle A} (véase el artículo sobre la sectriz de Maclaurin) y reemplazando {\displaystyle -a} por {\displaystyle a}, se obtiene
{\displaystyle r=a{\frac {\operatorname {sen}(2\theta -\alpha )}{\operatorname {sen}(\theta -\alpha )}}}
Una rotación de valor {\displaystyle \alpha } transforma esta ecuación en
{\displaystyle r=a{\frac {\operatorname {sen}(2\theta +\alpha )}{\operatorname {sen}(\theta )}}}
En coordenadas cartesianas (y cambiando las constantes), se obtiene
{\displaystyle y(x^{2}+y^{2})=b(x^{2}-y^{2})+2cxy}
El resultado es una cúbica unicursal según su ecuación polar. Posee una singularidad en {\displaystyle (0,0)}, y la recta {\displaystyle y=b} es una asíntota.

### Estrofoide recta
Poniendo {\displaystyle \alpha =\pi /2} en
{\displaystyle r=a{\frac {\operatorname {sen}(2\theta -\alpha )}{\operatorname {sen}(\theta -\alpha )}}}
se obtiene
{\displaystyle r=a{\frac {\cos 2\theta }{\cos \theta }}=a(2\cos \theta -\sec \theta )}

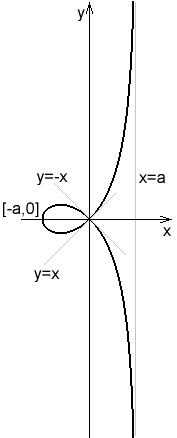
Estrofoide recta

Esta curva se denomina estrofoide recta, y corresponde al caso donde {\displaystyle C} es el eje {\displaystyle OY}, {\displaystyle O} es el origen, y {\displaystyle A} es el punto {\displaystyle (a,0)}.
Su ecuación cartesiana es
{\displaystyle y^{2}=x^{2}(a-x)/(a+x)}
y su representación paramétrica unicursal es:
{\displaystyle x=-a{\frac {1-t^{2}}{1+t^{2}}}}
{\displaystyle y=-at{\frac {1-t^{2}}{1+t^{2}}}}
La curva se asemeja al folium de Descartes, y la recta {\displaystyle x=-a} es asíntota de las dos ramas infinitas. La curva posee dos asíntotasimaginarías más en el plano complejo, dadas por
{\displaystyle x\pm iy=-a}

### Estrofoides de circunferencias que pasan por puntos fijos
Sea {\displaystyle C} una circunferencia que pasa por {\displaystyle O} y por {\displaystyle A}. Tomando {\displaystyle O} por origen y {\displaystyle A} en {\displaystyle (a,0)}, con las notaciones precedentes {\displaystyle l(\theta )=\alpha +\theta } (donde {\displaystyle \alpha } es una constante), se tiene que {\displaystyle l_{1}(\theta )=\theta +(\alpha +\pi )/2} y que {\displaystyle l_{2}(\theta )=\theta +\alpha /2}. Entonces, las ecuaciones polares de las estrofoides correspondientes son
{\displaystyle r=a{\frac {\cos(\theta +\alpha /2)}{\cos(\alpha /2)}}}
y
{\displaystyle r=a{\frac {\operatorname {sen}(\theta +\alpha /2)}{\operatorname {sen}(\alpha /2)}}}
Son las ecuaciones de dos circunferencias que pasan también por {\displaystyle O} y {\displaystyle A}, y forman ángulos de {\displaystyle \pi /4} con {\displaystyle C} en estos puntos.